# Hydromys chrysogaster
Hydromys chrysogaster är en däggdjursart som beskrevs av E. Geoffroy 1804. Hydromys chrysogaster ingår i släktet australiska vattenråttor, och familjen råttdjur. IUCN kategoriserar arten globalt som livskraftig. Inga underarter finns listade i Catalogue of Life.
Svenska trivialnamn för arten är australisk vattenråtta, australisk bisamråtta, australisk träskråtta eller australisk sumpråtta.

## Utseende
Arten har ungefär samma storlek som de andra medlemmarna i släktet australiska vattenråttor och väger ungefär 800 g. Den har breda bakfötter som används som paddel och simhud mellan tårna av fram- och bakfötter. Det avplattade huvudet kännetecknas av små öron och ögon. Svansens främre del är mörk och spetsen är vit. Pälsen har på ovansidan en brun- grå eller svartaktig färg. Undersidan är hos några individer gulaktig (jämför artens engelska [golden-bellied water rat] eller tysk namn [Goldbauch-Schwimmratte]) men hos andra individer har buken samma färg som ryggen. Hydromys chrysogaster misstolkas ibland som näbbdjur (Ornithorhynchus anatinus) men den är inte lika bra anpassade för livet i vattnet. Till exempel är pälsen inte helt vattentät och därför kan arten frysa efter ett besök i vattnet under kalla dagar. Hydromys chrysogaster bildar ett brunt fett som fördelas i pälsen för att motverka bristen.

## Utbredning och habitat
Denna gnagare förekommer i Australiens östra och norra delar samt på Tasmanien. Dessutom finns en population vid Australiens sydvästra hörn och vid den västra kusten. Arten hittas även på Nya Guinea och på flera mindre öar i regionen. Hydromys chrysogaster vistas i låglandet och i bergstrakter upp till 1900 meter över havet. Den lever i olika habitat med behöver vattendrag eller insjöar.

## Ekologi
Individerna gräver sina tunnlar vid strandlinjen. Boets ingång (eller ingångar) ligger vanligen under en trädrot eller är gömd på annat sätt. I boet finns en eller två kamrar som är cirka 20 cm höga. Gnagaren hittar födan främst i vattnet samt i växtligheten vid vattenkanten. Arten äter främst vattenlevande djur som kräftdjur, musslor, grodor, vattenlevande insekter och sköldpaddor. På land hittar den gnagare, ägg, människans matrester och fladdermöss som vilar på marken som föda. Hydromys chrysogaster har även den introducerade agapaddan (Rhinella marina) som byten som är giftig för flera rovlevande djur.
Honor har vanligen en eller två kullar per år och ibland upp till fem kullar. Per kull föds tre eller fyra ungar. Dräktigheten varar cirka 35 dagar och ungarna är i början blinda. De växer under de första veckorna fort och är efter ungefär 35 dagar självständiga. Den första parningen sker efter ett år.

## Bildgalleri

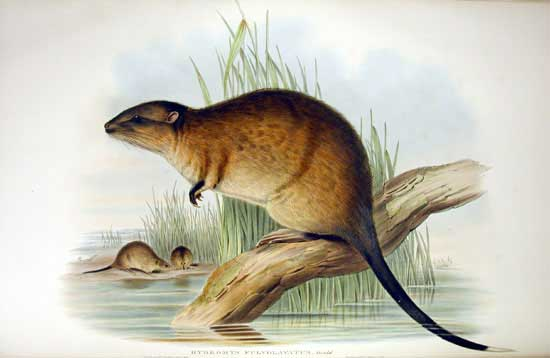
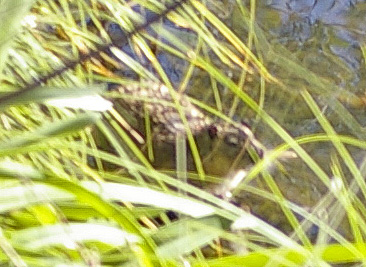
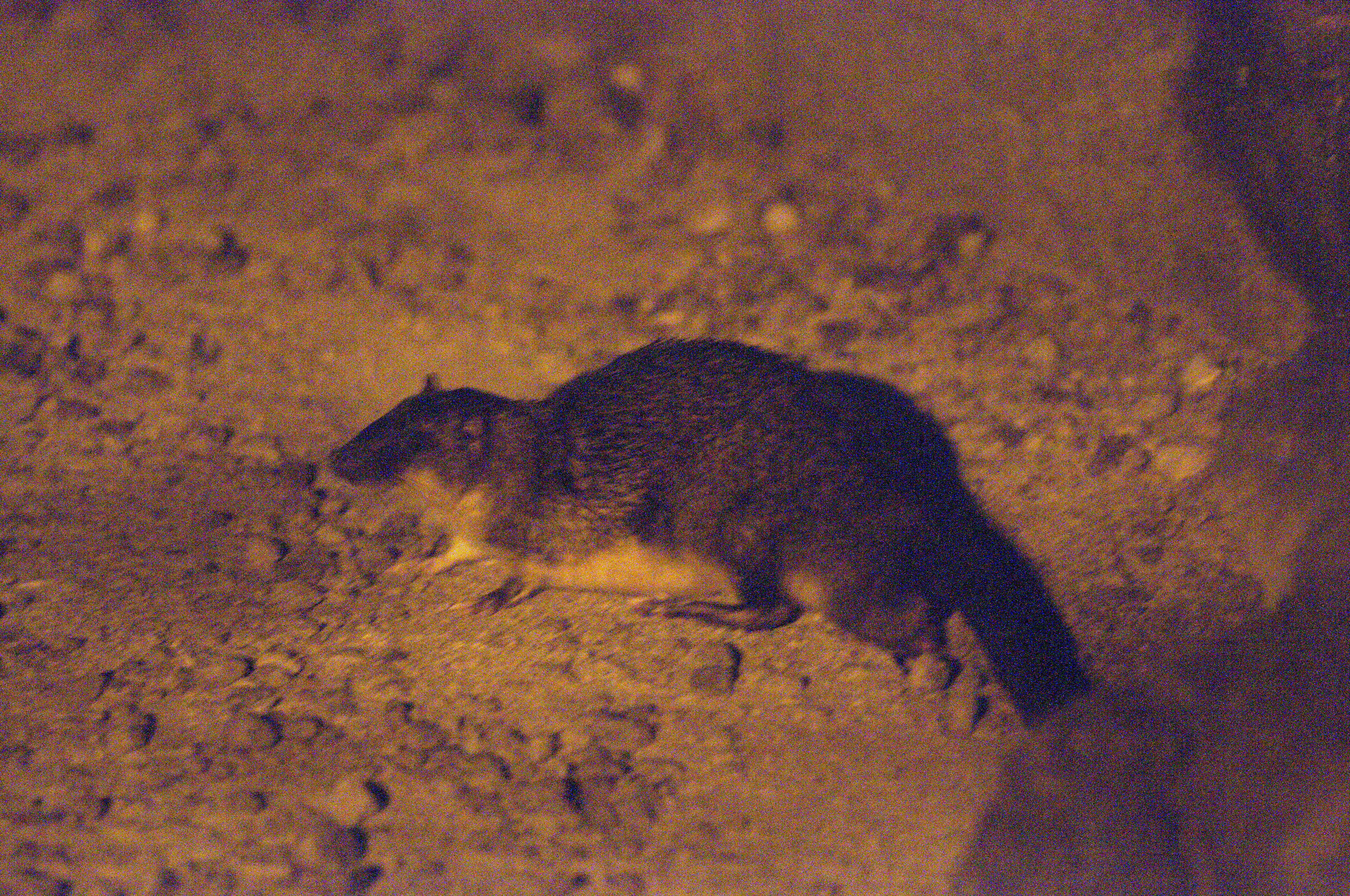
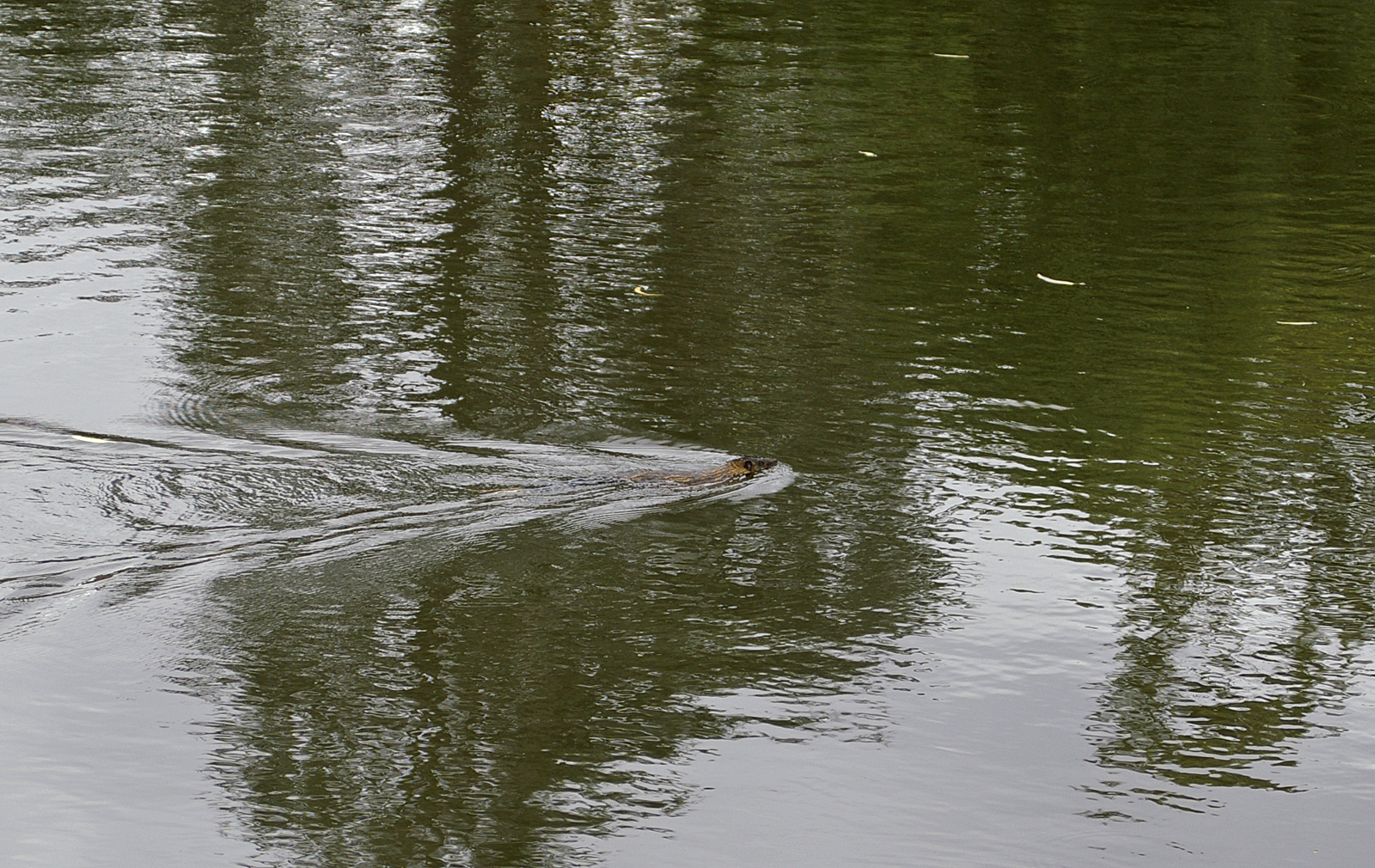